# جرم بحرانی (فیلم)
جرم بحرانی (انگلیسی: Critical Mass) فیلمی در ژانر اکشن و مهیج است.